# Valdis Muižnieks
Valdis Muižnieks (Riga, 22 februari 1935 - Letland, 29 november 2013) was een Sovjet- en later Letse basketbalspeler.

## Carrière
Muižnieks begon zijn carrière in 1951 bij Dinamo Riga. Met Dinamo verloor hij de finale om de USSR Cup in 1952. In 1954 stapte hij over naar SKA Riga. Met SKA werd hij drie keer Landskampioen van de Sovjet-Unie in 1955, 1957 en 1958. Ook won Muižnieks drie keer de EuroLeague in 1958, 1959 en 1960. In 1964 stapte hij over naar VEF Riga.
Muižnieks won drie zilveren medailles op de Olympische Spelen in 1956, 1960 en 1964. Hij won drie gouden medailles op het Europees kampioenschap in 1957, 1959 en 1961. Hij kreeg de onderscheiding Meester in de sport van de Sovjet-Unie. In 1969 stopte hij met basketballen.

## Erelijst
- Landskampioen Sovjet-Unie: 3
  - Winnaar: 1955, 1957, 1958
  - Tweede: 1962, 1964
  - Derde: 1961, 1966
- Bekerwinnaar Sovjet-Unie:
  - Runner-up: 1952
- EuroLeague: 3
  - Winnaar: 1958, 1959. 1960
- Olympische Spelen:
  - Zilver: 1956, 1960, 1964
- Europees Kampioenschap: 3
  - Goud: 1957, 1959, 1961